# 锡兰侨民旧居
锡兰侨民旧居，位于中国福建省泉州市鲤城区涂门街，明天顺二年（1459年），锡兰国王遣王子出使中国，时因锡兰国内变故，王子滞留泉州，取“世”、“何”为姓。后裔于清初建此居所。占地面积780多平方米，单檐硬山式，双坡顶，抬梁式构架。原有四落四雀翼（榉头）三庭井，东侧附有一连七间护厝，并配有天井、水井，后花园。现第四进已毁。2009年11月16日公布为第七批福建省文物保护单位。